# 通道 (数字图像)
通道，是数字图像中存储不同类型信息的灰度图像。一个图像最多可以有数十个个通道，常用的RGB和Lab图像默认有三个通道，而CMYK图像则默认有四个通道。

## RGB
一张RGB图像含有三个通道：红（Red）、绿（Green）、蓝（Blue）。

## CMYK
一张CMYK图像含有四个通道：青色（Cyan）、洋红（Magenta）、黄色（Yellow）、黑色（Black）。

## HSV
一張HSV影像含有三個通道：色相(Hue)、飽和度(Saturation)、明度(Value)。